# 9 Dywizjon Artylerii Konnej (austro-węgierski)
Dywizjon Artylerii Konnej Nr 9 (rtAD. 9) – dywizjon artylerii konnej cesarskiej i królewskiej Armii.

## Historia dywizjonu
Dywizjon został utworzony w 1914 w składzie 9 Dywizji Kawalerii.
W 1918 roku jednostka nosiła nazwę „Pułk Artylerii Polowej Nr 9 K” (niem. Feldartillerieregiment Nr 9 K).

## Skład
- Dowództwo
- 3 x bateria po  4 armaty 8 cm FK M.5.